# Scinax altae
Espèce
Synonymes
- Hyla altae Dunn, 1933

Statut de conservation UICN

 LC  : Préoccupation mineure
Scinax altae est une espèce d'amphibiens de la famille des Hylidae.

## Répartition
Cette espèce est endémique du Panama. Elle se rencontre en-dessous de 700 m d'altitude.

## Publication originale
- Dunn, 1933 : A new Hyla from the Panama Canal zone. Occasional Papers of the Boston Society of Natural History, vol. 8, p. 61-64 (texte intégral).